# 许世平

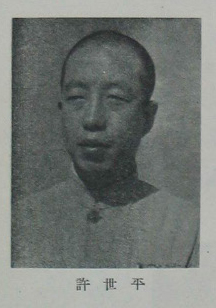
許世平近照

许世平（1916年—1978年12月31日），河北曲阳人。中华人民共和国政治人物。
早年担任中共晋察冀中央局青委书记、晋察冀边区青年联合会主任、中共灵寿县委书记、中共中央华北局青委副书记、青年团中央青农部部长。中华人民共和国成立后，历任青年团中央书记处书记，中共中央华北局青委书记，中华人民共和国建筑工程部副部长，国家劳动总局副总局长。1978年12月31日，去世。